# Karl Friedrich von Klöden
Karl Friedrich von Klöden, född 21 maj 1786 i Berlin, död där 9 januari 1856, var en tysk historiker, geograf och skolledare. 
Han var far till Gustav Adolf von Klöden.
Klöden var från 1817 direktor för skollärarseminariet i Potsdam. Han kallades 1824 att i Berlin inrätta Preussens första hantverksskola (Gewerbeschule), som han därefter förestod till 1855. Han författade åtskilliga värdefulla arbeten, som huvudsakligen röra Mark Brandenburgs geografiska och historiska förhållanden.